# Rechter in ondernemingszaken
Een rechter in ondernemingszaken of een handelsrechter of ook wel consulaire rechter is in België een lekenrechter, die bij de ondernemingsrechtbank wordt aangesteld bij Koninklijk Besluit en op gezamenlijke voordracht van de ministers van justitie, economie en middenstand. Deze rechters zijn vaak niet-juristen en worden gekozen uit het bedrijfsleven en blijven daar vaak hun werkzaamheden verder uitoefenen. De bedoeling is dat zij vooral de praktische kennis uit de economie in de handelsrechtspraak binnenbrengen. De benoemingen zijn meestal voor 5 jaar en kunnen verlengd worden op voorstel van de voorzitter van de rechtbank.
De taken van de rechter in ondernemingszaken zijn:
Zetelen in de pleidooienEnkele specifieke zittingen buiten beschouwing gelaten, is de zetel samengesteld uit een beroepsmagistraat en twee rechters in ondernemingszaken.
Rechter-Commissaris in faillissementenDe afhandeling van een faillissement gebeurt door een curator, die op zijn beurt onder toezicht van een rechter-commissaris (dit is een rechter in ondernemingszaken) staat. Deze verleent machtigingen, controleert de rekeningen van de curator en brengt daarover verslag uit.
HandelsonderzoekenDe kamer voor ondernemingen in moeilijkheden heeft als taak het opsporen van ondernemingen in moeilijkheden. De rechter in ondernemingszaken roept de ondernemer op om de moeilijkheden te bespreken en te komen tot een herstelplan of bijvoorbeeld een gerechtelijke reorganisatie.
Gedelegeerd rechterDe Wet op de Continuïteit van de Ondernemingen voorziet dat bij een gerechtelijke reorganisatie een gedelegeerd rechter wordt aangesteld. Hij/zij brengt verslag uit op verschillende ogenblikken van de procedure en houdt toezicht. Deze taak vergt bijzonder veel tijd en flexibiliteit van de rechter in ondernemingszaken, gezien de aard van de procedure. De rechter in ondernemingszaken heeft immers in de eerste plaats een andere hoofdactiviteit.
Nationaal recht